# Кононов Василь Макарович
Василь Макарович Кононов (рос. Василий Макарович Кононов, латис. Vasilijs Kononovs); (1 січня 1923, с. Страуя Латвія — 31 березня 2011, Рига, Латвія) — радянський партизан під час Другої світової війни на території Латвії. Був визнаний латиським судом i Європейським судом з прав людини винним у злочинах проти мирного населення.

## Біографія
Василь Кононов народився в латиському селі Страуя 1 січня 1922 р. в родині селянина. Після окупації Латвії Радянським Союзом у 1940 р. за пактом Молотова — Ріббентропа пішов у комсомол і очолив його місцевий осередок. З початком совєтсько-німецького етапу Другої світової війни він брав участь у диверсіях проти німецьких військ на території Латвії. Став найкращим підривником серед місцевого совєтського підпілля, знищив пів десятка німецьких ешелонів. Був неодноразово поранений під час військових дій. За активну підпільну диверсійну діяльність на території окупованої гітлерівцями Латвії у роки Другої світової війни він був нагороджений Орденом Леніна. Після війни служив в міліції, дослужився до звання полковника міліції.

## Судовий процес
Після відновлення незалежності Латвії, у січні 1998 р. проти Кононова латиською владою була порушена кримінальна справа у звинуваченні в злочинах проти людства та терорі проти мирного населення республіки. Йому інкримінувалося, що 27 травня 1944 р. загін радянських диверсантів під його командуванням захопив латиське село Малі Бати, спалив та знищив його. За звинуваченнями прокуратури, його загін розстріляв 9 мирних жителів і спалив живцем поранену жінку на останній стадії вагітності. Сам Кононов виправдовував цю операцію, як акт помсти проти колаборантів за знищення партизанського загону німцями за деякий час до того. У 1998 року Кононов був арештований і проти нього була відкрита справа на вимогу дітей розстріляних мешканців села.  
Під час судового розслідування 24 свідки підтвердили звинувачення проти Кононова і за 68.3 статтею КК Латвійської республіки у 2000 р. він був визнаний винним Ризьким окружним судом і засуджений до 6 років позбавлення волі. Кононов, однак подав апеляцію до Верховного суду республіки, який постановив звільнити його з ув'язнення і направити справу на дослідування. Суд також змінив формулювання звинувачення «воєнного злочину» на бандитизм. Новий судовий розгляд Верховного суду визнав Кононова винним у воєнних злочинах, але постановив звільнити з ув'язнення в зв'язку з перебуванням на той час за ґратами більш ніж півтора року. 
Після звільнення з тюрми Кононов отримав російське громадянство, на його захист виступила Росія, її ЗМІ та персонально Володимир Путін. 26 серпня 2004 р. Кононов подав апеляцію на вирок латиського Верховного суду до Європейського суду з прав людини. Європейський суд голосами 14 проти трьох визнав, що латвійські органи переступили Статтю 7 Європейської конвенції з прав людини, яка не дозволяє переслідування за відсутності законодавства, яке його забороняло і у своєму вироку зобов'язав латвійську сторону виплатити Кононову 30 000 євро компенсації. Попри це, Латвія апелювала справу і за рішенням вищої палати ЄСПЛ 17 травня 2010 р. попереднє рішення було скасоване і звинувачувальний вирок проти Кононова був визнаний законним.
Адвокат Кононова М. Іоффе висловив думку, що вирок ЄСПЛ суперечить рішенню Нюрнберзького трибуналу. Іоффе подав прохання про перегляд справи на підставі нових розсекречених даних російських архівів. У листопаді 2011 року суд відмовив у перегляді справи.